# Калинівка (Сатанівська селищна громада)
Кали́нівка (МФА: [kɐˈɫɪɲiu̯kɐ] ( прослухати)) — село в Україні, у Сатанівській селищній територіальній громаді Хмельницького району Хмельницької області. Населення становить 171 осіб.

## Населення

### Мова
Розподіл населення за рідною мовою за даними :
| Мова       | Кількість | Відсоток |
| ---------- | --------- | -------- |
| українська | 171       | 100%     |

## Символіка
Герб та прапор затверджені 14 лютого 2018р. рiшенням №5 XVII сесії сільської ради VII скликання. Автор - П.Б.Войталюк. Герб є промовистим.
Щит поділений вилоподібно. В першій синій частині золоте сонце з шістнадцятьма променями, у другій золотій і третій срібній по грону калини з червоними ягодами і двома зеленими листками. Щит вписаний у декоративний картуш і увінчаний золотою сільською короною. Унизу картуша напис "КАЛИНІВКА".
Золоте сонце – символ Поділля, калина – символ назви. Герб є промовистим.